# Bernard Descoings
 (décembre 2018).
Si vous disposez d'ouvrages ou d'articles de référence ou si vous connaissez des sites web de qualité traitant du thème abordé ici, merci de compléter l'article en donnant les références utiles à sa vérifiabilité et en les liant à la section « Notes et références ».
Pour les articles homonymes, voir Descoings.
Bernard Descoings, né le 7 septembre 1931 dans le 14e arrondissement de Paris, et décédé le 23 octobre 2018 à Largentière, est un botaniste et ingénieur agronome français qui travailla notamment au Centre d'études phytosociologiques et écologiques Louis-Emberger de Montpellier et se spécialisa dans la flore africaine.

## Biographie
Ingénieur agronome (ENSAM Montpellier 1953), diplômé d’Écologie végétale, Docteur ès Sciences naturelles (Montpellier 1976), il a effectué toute sa carrière dans le cadre de l’ORSTOM (Office de la recherche Scientifique et Technique Outre-Mer), avec une longue période de détachement au C.N.R.S.
Il a été affecté ou a conduit de nombreuses missions notamment à Madagascar, au Congo Brazzaville, au Gabon, au Burkina-Faso et en Guyane française.
Ses travaux scientifiques ont été consacrés à la systématique tropicale (spécialiste des Vitaceae, du genre Kalanchoe, des Crassulaceae, Asclepiadaceae, etc.), à la floristique en région méditerranéenne, à la phytogéographie tropicale (thèse) et à la phytoécologie.
Il a cultivé à partir de 1995 une collection vivante de près de 600 espèces de plantes succulentes de différentes familles (principalement Crassulaceae, Vitaceae, Asclepiadaceae, Euphorbiaceae, Aloaceae, etc.) dans une serre en verre de 250 m2.
Membre de plusieurs sociétés savantes il a été le cofondateur et le président de la Société botanique de l’Ardèche de 1980 jusqu’en 2011. Vice-Président de la Société botanique de France de 1988 à 1992 il en devint le président de 1995 à 2001.

## Quelques publications
- 1967. Vitacées. Leeacées, volume 124 de Flore de Madagascar et des Comores. Flore du Gabon, éd. Muséum national d'histoire naturelle, Laboratoire de phanérogamie, 169 pp.
- 1971. Méthode de description des formations herbeuses intertropicales par la structure de la végétation, éd. Candollea 26: 223-257. 1 f. 8 pl.
- 1971. Représentation graphique de la structure des formations herbeuses. Exemple des savanes de Lamto, in: Bulletin de liaison des chercheurs de Lamto (Côte d'Ivoire), mars  1971: 23-30. 3 pl.
- 1972. Notes sur la structure de quelques formations herbeuses de Lamto (Côte-d'Ivoire), Annales de l'université d'Abidjan, sér. E. 5: 7-30. 17 pl.
- 1973. Les formations herbeuses africaines et les définitions de Yangambi considérées sous l'angle de la structure de la végétation, Adansonia 13: 391-421. 1 pl. 16 f.
- 1974. Notes de phytoécologie équatoriale. 2 - Les formations herbeuses du Moyen-Ogooué (Gabon), Candollea 29: 13-37. 1 c. 7 f. 4 t.
- 1974. Les savanes du Moyen-Ogooué, région de Booué (Gabon). Conditions générales, analyse floristique, analyse structurale, valeur pastorale, C.N.R.S.-C.E.P.E. Montpellier. Document n° 69. 76 p. 8 f. 3 t. 1 c. 4 c. h. t.
- 1974. Les savanes de la vallée de la Nyanga (Gabon). Conditions générales, analyse floristique, analyse structurale, possibilités pastorales, C.N.R.S.-C.E.P.E. Montpellier. Document n° 70. 63 p. 5 pl. 5 f. 3 t. 3 c. h. t.
- 1975. Les savanes de la vallée de la Dolla, région de N'Dendé (Gabon). Conditions générales, analyse floristique, analyse structurale, valeur pastorale, C.N.R.S.-C.E.P.E Montpellier. Document n° 74. 73 p. 5 pl. 3 pl. 5 f. 1 c. h. t.
- 1975. Notes de phytoécologie équatoriale. 3 - Les formations herbeuses de la vallée de la Nyanga (Gabon), Adansonia
- 1975. Notes de phytoécologie équatoriale. 4 - Les formations herbeuses de la vallée de la Dolla (Gabon), Candollea
- 1975. Les types morphologiques et biomorphologiques des espèces graminoïdes dans les formations herbeuses tropicales, Natur. Monsp.
- 1997. Kalanchoe sanctula Descoings sp. nov. parution, J. Bot. Soc. bot. Fr. 4 : 79-90
- 2005. Crassulaceae Madecassae novae / auctore Bernard Descoings. éd. Société botanique de l'Ardèche, 36 pp.  (ISBN 2951623216)
- (en) Method for the study of the structure of tropical grasslands en ligne sur le site de la FAO

## Hommages
Une quinzaine d'espèces ont été nommées en son honneur, dont:
- (Aloaceae) Aloe descoingsii Reynolds
- (Asclepiadaceae) Cynanchum descoingsii Rauh
- (Asteraceae) Kleinia descoingsii C.Jeffrey
- (Asteraceae) Senecio descoingsii (Humbert) Jacobsen
- (Lauraceae) Beilschmiedia descoingsii Fouilloy
- (Melastomataceae) Dicellandra descoingsii Jacq.-Fél.
- (Ochnaceae) Campylospermum descoingsii Farron
- (Vitaceae) Cissus descoingsii Lombardi
- (Vitaceae) Cyphostemma descoingsii Lavie